# Francis Gregson

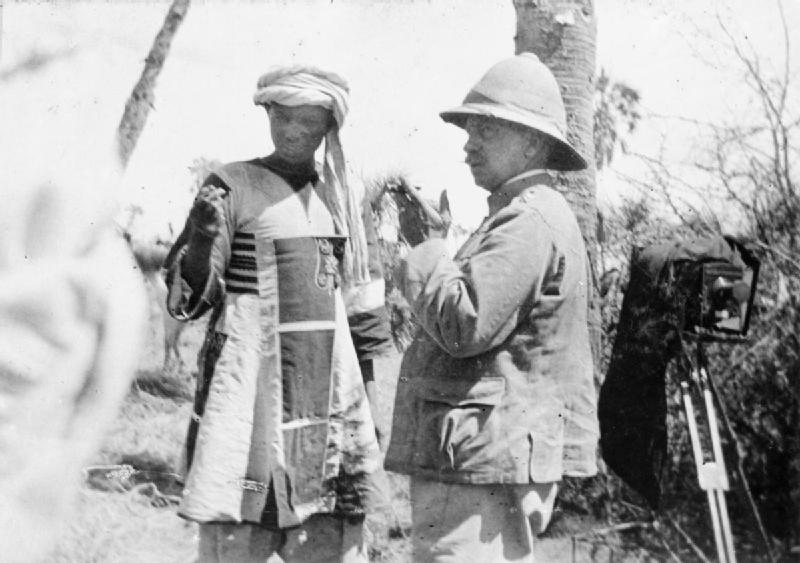
Ředitel vojenské rozvědky sir Francis Wingate vyslýchá súdánského vězně Emira Mahmouda s fotografickou kamerou na stativu v pozadí

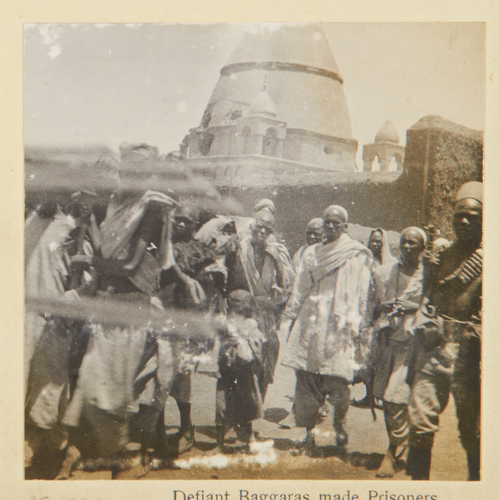
Vzdor Baggárů před Mahdího hrobkou, po bitvě u Omdurmánu, 1898

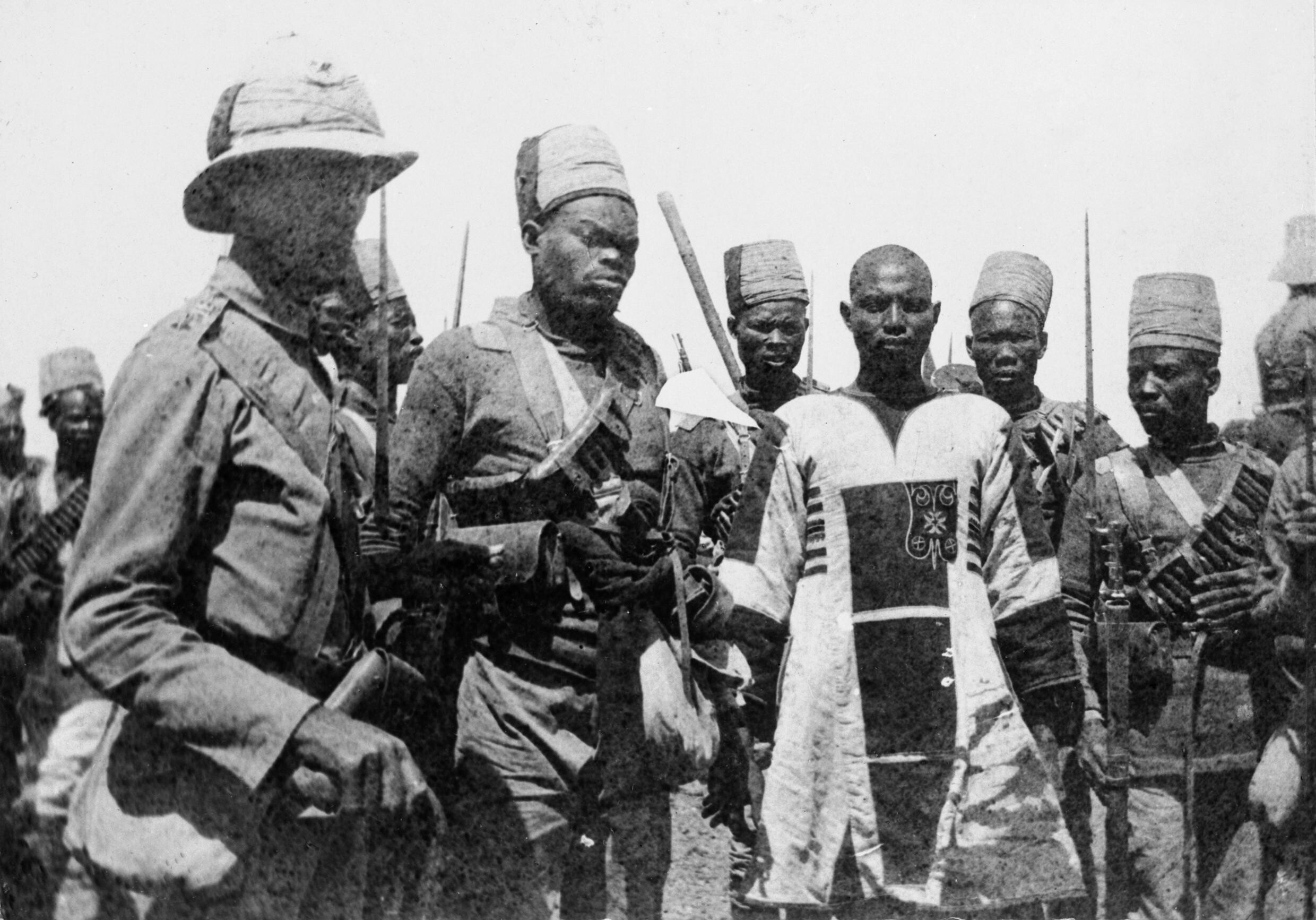
Emir Mahmoud, vůdce Mahdistů, jako zajatec po bitvě u Atbary

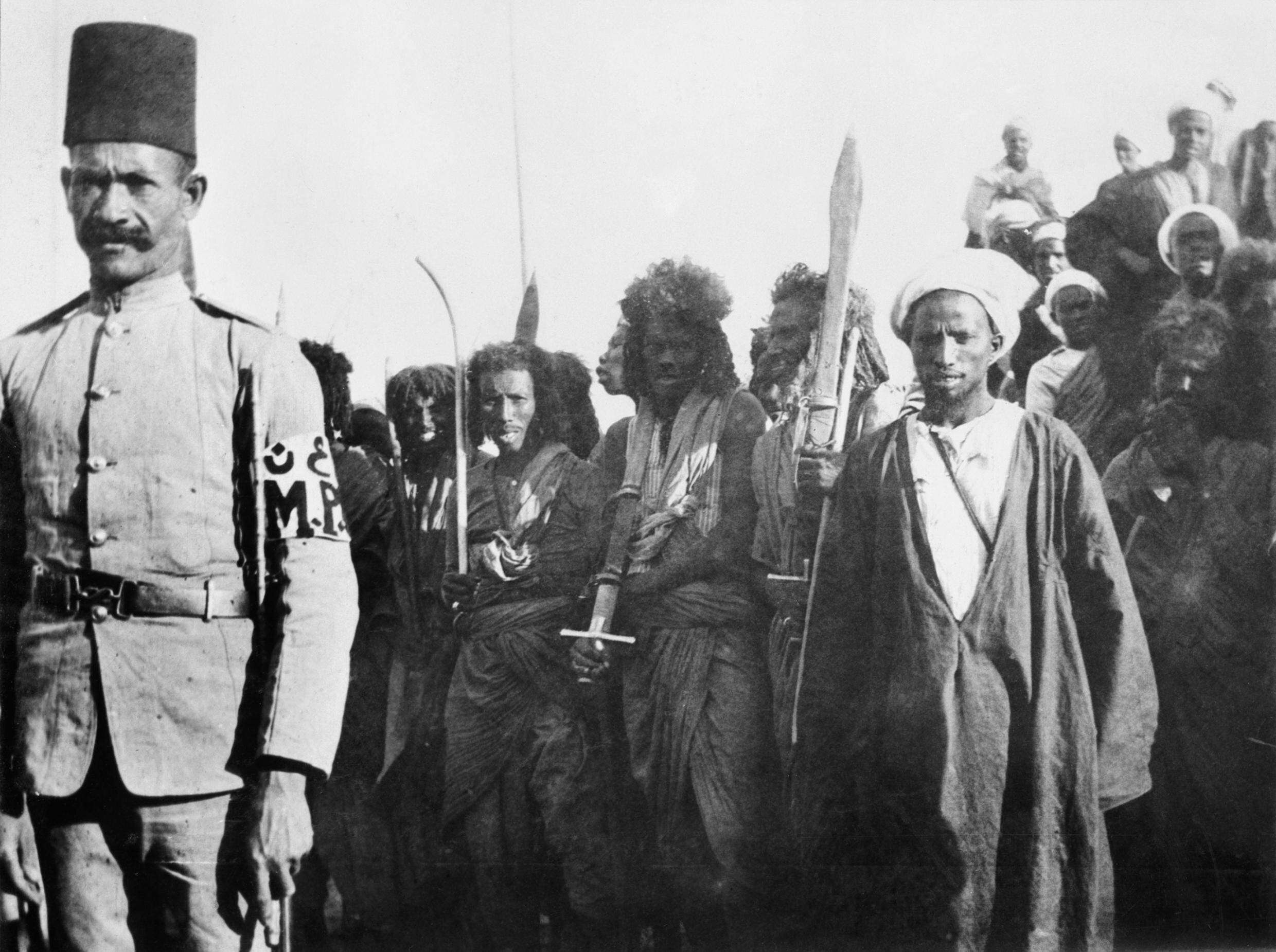
Skupina súdánských vězňů Hadendoa se zbraněmi. V popředí stojí egyptský vojenský policista.

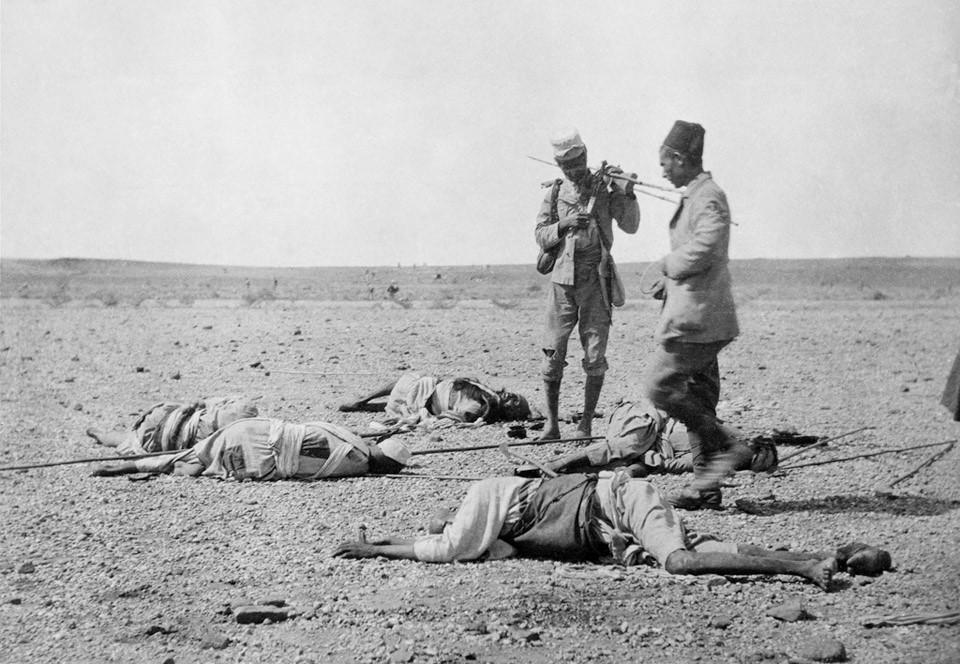
Egyptské jednotky rabující mrtvé vojáky, 1898

Francis Gregson (aktivní 1898) byl britský fotograf a válečný zpravodaj, připojený k anglo-egyptským jednotkám pod velením Herberta Kitchenera během znovudobytí Súdánu. Předpokládá se, že Gregson byl autorem alba 232 fotografií s názvem „Khartoum 1898“, pořízených během anglo-egyptské vojenské kampaně v Súdánu v letech 1896–1898. Tyto fotografie v archivech Národního armádního muzea v Londýně byly připsány Gregsonovi a tvoří důležitý soubor fotografických záznamů této britské vojenské angažovanosti v Súdánu. Byly také důležité při formování názorů veřejnosti na britské imperiální válčení v 19. století.
Ve 21. století byly tyto fotografie spolu s dalšími historickými záznamy, včetně předmětů převzatých ze Súdánu do britských muzeí, předmětem kritického výkladu etiky britských vojenských tažení v Súdánu. S ohledem na měnící se výklad historie vojenských tažení někteří současní historikové tvrdili, že k dehumanizaci obětí přispěli i váleční fotografové.

## Fotografické dokumenty z britské vojenské kampaně v Súdánu
Podle výzkumnice Michelle Gordonové z Uppsalské univerzity ve Švédsku byl Francis Gregson dopisovatelem listu St. James's Gazette. Jeho album 232 stříbro-želatinových fotografií s názvem „Khartoum 1898“ dokumentuje anglo-egyptskou kampaň proti súdánskému Mahdistickému státu jako vizuální příběh. Tento příběh začal v Alexandrii v Egyptě a následoval jednotky na jih do Omdurmánu, kde se 2. září 1898 odehrála rozhodující bitva.
Předpokládá se, že během anglo-egyptského dobývání Súdánu byl Gregson fotografem, který dokumentoval postup britských jednotek a vítězství jednotek lorda Kitchenera nad mahdistickými silami. Tyto historické fotografie v archivech Národního armádního muzea v Londýně obsahují nejen četné snímky anglo-egyptských jednotek a jejich důstojníků, ale také fotografie poražených Súdánců, jako je velitel v bitvě u Atbary Emir Mahmúd. Některé z těchto snímků zobrazují vězně s tradičními zbraněmi a oblečením, jako jsou charakteristické kabáty jibba  – předměty, které byly později vystaveny v britských muzeích jako válečné trofeje. Kromě toho existuje několik fotografií mrtvých těl, z nichž některá byla drancována egyptskými vojáky, jako například snímek s názvem Looting after the Battle v původním albu.
Další fotografie ukazuje poraženého Súdánce stojícího před vybombardovanou hrobkou Mahdího v Omdurmánu.  Když se Winston Churchill ohlížel zpět na svou osobní zkušenost novinového reportéra na Kitchenerově expedici, uvedl ve své knize The River War: An Historical Account of the Reconquest of the Soudan (1899), že „toto místo bylo déle než deset let nejposvátnější místo a svatá věc, kterou lidé ze Súdánu znali." 
Po svém návratu do Londýna vytvořil Gregson album fotografií pořízených fotoaparátem Kodak. Kopie byly předloženy královně Viktorii a také velícím důstojníkům, kteří dohlíželi na jeho dokumentární fotografie v Súdánu.

## Kritická interpretace současnými historiky
Historička Michelle Gordonová ve své studii nazvané Viewing Violence in the British Empire: Images of Atrocity from the Battle of Omdurman, 1898 publikovala podrobnou diskusi o Gregsonových fotografiích. Tyto fotografie pořízené po bitvě u Omdurmánu dne 2. září 1898, poslední a rozhodující bitvě anglo-egyptského znovudobytí Súdánu (1896–1898), představují raný příklad fotografie válečného zpravodaje. Podle jejího výkladu byla tato kampaň „kontroverzní pro metody používané proti súdánským vojákům z Mahdie, které zahrnovaly masakrování zraněných nepřátel a těch, kteří se pokoušeli vzdát“. 
S odkazem na to, co nazývá „fotografií zvěrstva“, dále tvrdí, že fotografie z této kampaně „nebyly dostatečně integrovány ani do historiografie Britského impéria, ani do souboru prací o válčení a fotografii. Tato situace svědčí o širších problémech souvisejících s tím, jak imperiální historikové zacházejí – a občas i s dezinfekcí – koloniálního násilí.“
Podobné názory sdílel Paul Fox, historik na University of York, který v roce 2018 zveřejnil následující komentáře: "prostřednictvím studie fotografického záznamu Britské kampaně v egyptském Súdánu tato kapitola tvrdí, že bezprecedentní přítomnost nedávno vynalezeného Kodaku změnila způsob, jakým by mohl být ozbrojený konflikt zastoupen domácím publikem, a že to uznali anglo-egyptští vůdci, kteří zinscenovali události spojené s uzavřením kampaně s ohledem na fotoaparát, ve snaze o správu dojmů v Británii."
V dřívějším článku z roku 2015 nazvaném Spoils of War in Egypt, 1798-1882 Fox komentoval fotografie připisované Gregsonovi a také uloupené předměty a válečné trofeje, jako jsou meče, prapory nebo uniformy, s ohledem na účinek těchto historických objektů, které měly na veřejné mínění ve Velké Británii:
"Čas od času mezi lety 1798 a 1898 se vojáci a námořníci jako Herbert Robinson vraceli z Egypta s popisy svých zkušeností a s předměty, které vzali v boji, našli na mrtvolách nebo koupili od Egypťanů, Súdánců nebo vyměnili navzájem. Získávání trofejí hrálo důležitou roli při definování osobních a kolektivních identit, které byly utvářeny jejich mezikulturními zkušenostmi. Věci, které si lidé přinesli domů, ovlivnily způsob, jakým byl Egypt a egyptský Súdán vnímán a chápán šířeji v Británii, a jak Britové ve válce budovali pocit sebe sama."
 
S odkazem na širší otázku odpovědnosti fotografů v dobách válek a zvěrstev, jak od počátků fotografie, tak až po současnost, Michelle Gordonová uvedla následující hodnocení: „Tvrdím, že album představuje součást zvěrstva a Gregson je navíc ve svých činech jako fotograf součástí těchto událostí jako pachatel násilí."